# Отдельный сводный артиллерийский дивизион 7-й отдельной армии
Отдельный сводный артиллерийский дивизион 7-й армии   — воинское подразделение в  вооружённых силах СССР во время Великой Отечественной войны.

## История
В составе действующей армии с 30.12.1941 по 01.03.1942 года.
Сформирован на базе 47-го отдельного артиллерийского дивизиона и 1-го отдельного гаубичного артиллерийского дивизиона 7-й армии 30.12.1941 в соответствии с Перечнем № 31 артиллерийских частей и подразделений (отдельных дивизионов, батальонов, батарей, рот и отрядов) с сроками вхождения их в состав действующей армии в годы Великой Отечественной войны.
Однако, надо иметь в виду, что в соответствии со справочником "Боевой Состав Советской Армии. 1941 год" данный дивизион поступил в состав армии уже по состоянию на 01.09.1941 года, а по состоянию на 01.01.1942 года в списках боевого состава дивизион не значится.
Таким образом, можно прийти к выводу, что где-то имеется ошибка в датах. Вероятнее всего представляется вариант с его формированием в августе 1941 и переформированием в декабре 1941 года.
С момента формирования действовал в составе 7-й армии.
01.03.1942 обращён на формирование самоходно-артиллерийского дивизиона 3-й бригады морской пехоты

## Полное наименование
- Отдельный сводный артиллерийский дивизион 7-й армии

## Подчинение
| Дата            | Фронт (округ)    | Армия               | Корпус (группа) | Примечания |
| --------------- | ---------------- | ------------------- | --------------- | ---------- |
| 01.09.1941 года | Карельский фронт | 7-я отдельная армия | -               | -          |
| 01.10.1941 года | -                | 7-я отдельная армия | -               | -          |
| 01.11.1941 года | -                | 7-я отдельная армия | -               | -          |
| 01.12.1941 года | -                | 7-я отдельная армия | -               | -          |